# Cornelio Desimoni
Cornelio Desimoni (Gavi, 14 de setembre de 1813 – Gavi, 29 de juny de 1899) va ser un historiador i numismàtic italià. Va ser un dels fundadors de la Società ligure di storia patria. S'interessà també per els orígens de Cristòfol Colom.
Publicà I viaggi e la carta dei fratelli Zeno veneziani (1390-1405) (1878), Di alcuni recenti giudizi intorno alla patria di Cristoforo Colombo (1890) i Questioni colombiane (1894).
- Statuto dei padri del comune della Repubblica genovese, 1885

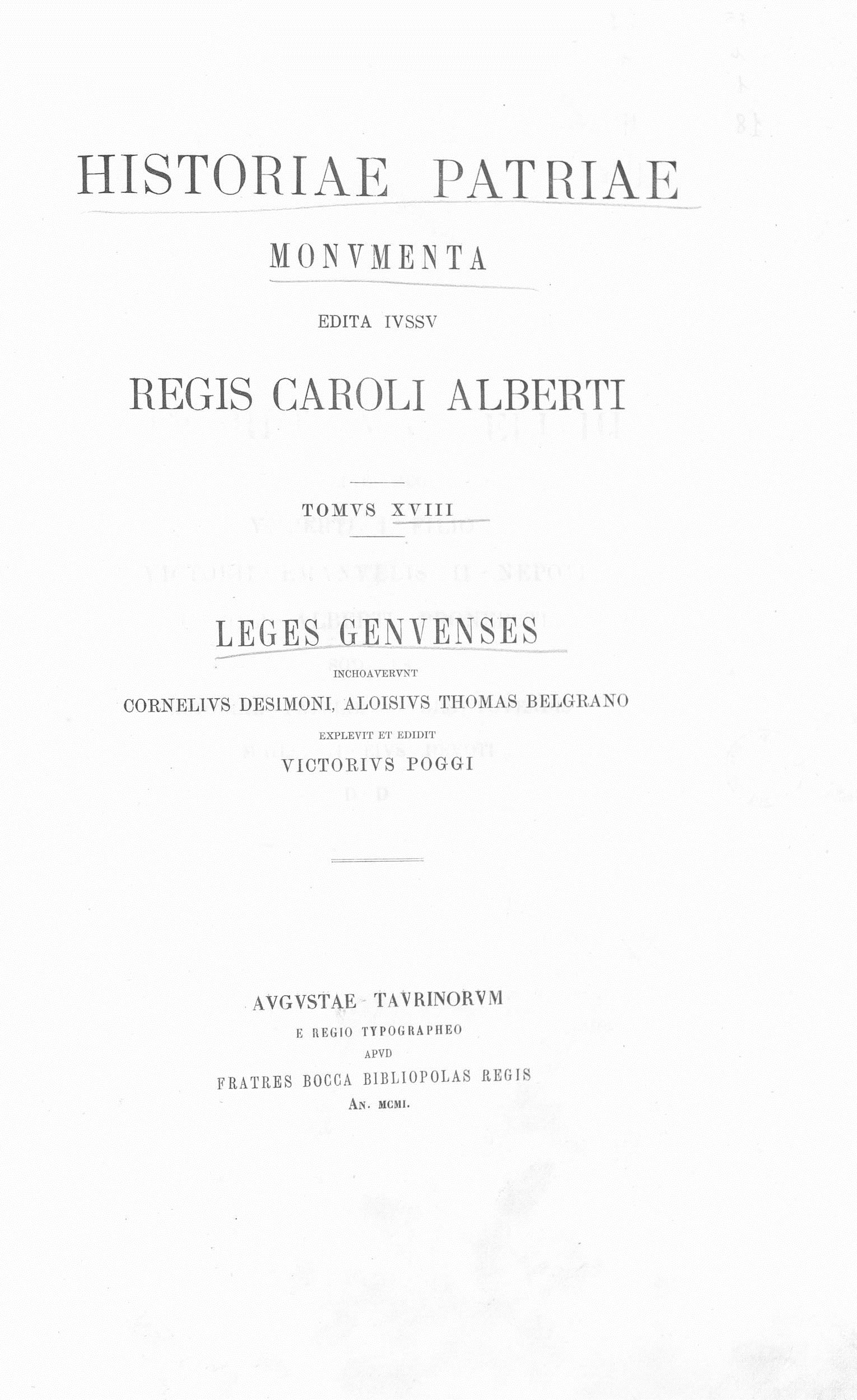
Leges genuenses, 1901